# 영남중앙초등학교
영남중앙초등학교는 대한민국 전라남도 고흥군 영남면 팔영로 727 (금사리)에 있었던 초등학교이다.

## 연혁
- 1955년 5월 31일 점암동국민학교 금사분교장 설립인가
- 1957년 4월 9일 점암남국민학교로 승격
- 1984년 6월 1일 병설유치원 개원
- 1989년 5월 27일 영남중앙국민학교로 교명 변경
- 1996년 3월 1일 영남중앙초등학교로 교명 변경
- 1999년 9월 1일 영남초등학교로 통폐합